# Lacey Chabert
Lacey Nicole Chabert (født 30. september 1982 i Purvis, Mississippi) er en amerikansk skuespiller.
Lacey Chabert er nok mest kendt i Danmark for sin rolle som den violinspillende Claudia Sallinger i tv-serien Vi bli'r i familien (Party of Five), der blev vist første gang på TV2-Danmark i midt-halvfemserne. Derudover har Chabert været filmaktuel i Danmark i filmen Mean Girls, hvor hun spillede Gretchen Wieners.
Udover en karriere indenfor teater i Les Misérables (i en tidlig alder) har Chabert også arbejdet med stemmeskuespil. Som eksempel kan nævnes tegnefilm som En Vild Familie (wild thornberries) og videospillet Sonic the Hedgehog 2006.